# Вуден, Джон
Джон Роберт Вуден (англ. John Robert Wooden; 14 октября 1910, Холл, штат Индиана — 4 июня 2010, Лос-Анджелес) — американский баскетболист и баскетбольный тренер. Вуден является членом Зала славы баскетбола как игрок (включён в 1960 году) и как тренер (включён в 1973 году). Он стал первым членом Зала славы, которого включили в него сразу в двух категориях, это достижение позже повторили Ленни Уилкенс, Билл Шерман и Том Хейнсон. Вуден десять раз приводил мужскую баскетбольную команду Калифорнийского университета в Лос-Анджелесе к победе в национальном студенческом чемпионате, что является рекордом для студенческого баскетбола.
Один из самых почитаемых тренеров в истории спорта, Вудена очень любили его бывшие подопечные, среди которых были Лью Алсиндор (позже Карим Абдул-Джаббар) и Билл Уолтон. Вуден был известен своими короткими, простыми вдохновляющими посланиями игрокам (включая его «Пирамиду успеха»), многие из которых были направлены на то, как добиться успеха в жизни, а также в баскетболе. 29-летняя тренерская карьера Вудена и огромное признание критиков за его лидерство создали наследие не только в спорте, но и в бизнесе.

## Биография
Вуден родился в 1910 году в городке Холл в Индиане, в 1918 году его семья переехала на небольшую ферму в Кентертоне. В детстве Вуден был поклонником местной звезды школьного баскетбола, Фуззи Вандайвера. В 14 лет семья Джона переехала в Мартинсвилль, где Вуден стал звездой школьной баскетбольной команды — трижды он помогал команде выйти в финал чемпионата штата (победить удалось лишь однажды, в 1927 году), а сам три раза был включён в символическую сборную из лучших игроков штата.
После окончания школы в 1928 году Вуден поступил в университет Пердью, где его тренировал Уорд «Пигги» Ламберт. В 1932 году университетская команда выиграла национальный студенческий чемпионат, а сам Вуден был признан лучшим игроком чемпионата, также он три сезона подряд включался в символическую сборную лучших игроков чемпионата, чего ранее не удавалось ни одному баскетболисту. Вудена прозвали «Резиновым человеком из Индианы» за его опасные прыжки с падением на паркет.
После окончания университета, в августе 1932 года Джон Вуден женился на Нелл Райли, а в сентябре стал баскетбольным тренером и учителем английского языка в старшей школе Дэйтона в Кентукки. Тренерская карьера Вудена началась с неудачи — в первом сезоне под его руководством команда школы выиграла лишь 6 игр при 11 поражениях. Этот сезон является единственным с отрицательной разницей побед и поражений в карьере Вудена. В 1934 году Вуден вернулся в Индиану и стал работать в старшей школе Саут-Бенда учителем английского языка и тренером по бейсболу и баскетболу, также он подрабатывал редактором в местном издательстве. Позже Вуден несколько лет играл профессионально за команду «Индианаполис Каутскис» из Национальной баскетбольной лиги. В 1938 году он был включён в символическую сборную лучших игроков НБЛ.
В 1942 году Вуден записался добровольцем на флот и служил во время Второй мировой войны, получив звание лейтенанта. Свой первый выход в море Вуден пропустил из-за аппендицита, а офицер, заменивший его, погиб в результате атаки камикадзе.
После войны Вуден стал баскетбольным и бейсбольным тренером в Учительском колледже штата Индиана (современный университете штат Индиана). В 1946 году баскетбольная команда под его руководством заняла первое место в конференции штата Индиана и получила приглашение на национальный турнир в Канзас-Сити, но Вуден отказался от участия, поскольку правила турнира запрещали участие в нём афроамериканцев, а в команде Вудена играл Кларенс Уокер, темнокожий баскетболист из Чикаго. В следующем сезоне команда университета повторила своё достижение и вновь получила приглашение на национальный чемпионат, функционеры которого отменили ограничение на участие для афроамериканцев.
В 1960 году он был включен в Зал славы баскетбола за свои достижения как игрок, а в 1973 году— как тренер, став первым, кто был удостоен этой чести и как игрок, и как тренер.
В 1948 году Вуден стал тренером баскетбольной команды Калифорнийского университета в Лос-Анджелесе. Эту должность он занимал до 1975 года, сделав самую успешную карьеру в истории американского студенческого баскетбола. Команда под руководством Вудена 10 раз становилась национальным чемпионом, причём с 1967 по 1973 годы была выдана серия из семи чемпионских титулов подряд, также команда провела четыре сезона без единого поражения. Многие из игроков, прошедших школу Вудена, затем сделали успешную карьеру в НБА, среди них можно выделить членов Зала славы Карима Абдул-Джаббара, Билла Уолтона и Гейла Гудрича.
В 1975 году Джон Вуден вышел на пенсию, написал несколько книг о своей жизни и баскетболе. В 1976 году Вуден получил премию Золотой поднос» Американской академии высоких достижений.
В 2003 году он был награждён Президентской медалью Свободы. В 2009 году журнал Sporting News назвал его «Величайшим тренером всех времен».
Умер 4 июня 2010 года в возрасте 99 лет.
26 октября 2012 года на недавно отремонтированной арене «Pauley Pavilion» была установлена бронзовая статуя Вудена, выполненная скульптором Блэром Бусвелл.